# Cheti (Assiut)
Cheti  war ein altägyptischer Statthalter in Assiut, der am Ende der 12. Dynastie unter König Amenemhet III. amtierte. Er ist mit Sicherheit nur von seinem dekorierten Grab (M12.3) bekannt. Die Dekoration des Grabes ist heute nicht gut erhalten. Die Inschriften sind zum Teil nur durch Abschriften von Percy Newberry bekannt, der das Grab 1893 besuchte.
Cheti trug den eher seltenen Titel Stellvertreter, aber auch den Titel Bürgermeister (Hatia), nur von Abschriften Newberrys bekannt). Auf der Ostwand seiner Grabkapelle befindet sich auch eine Biografie, die ihn als ehrwürdigen Beamten präsentiert. Hier nennt sich Cheti auch Das Oberhaupt des ganzen vorderen Sykomorengaus. Der letztere Titel ist ungewöhnlich und eher typisch für das frühe Mittlere Reich. Die Biografie enthält zahlreiche auch aus anderen Biografien bekannte Phrasen, beschreibt aber auch eine Reise nach Schas-hotep in einem 22. Regierungsjahr (wohl von Amenemhat III.) und nennt einen Statthalter namens Chakauraseneb, der eventuell der Vorgänger von Cheti im Amt eines Statthalter von Assiut war.
Verschiedene Familienmitglieder werden im Grab genannt. Seine Mutter hieß Nacht. Drei Gemahlinnen sind namentlich überliefert: Djefaihapi, Henut und Is. Als Sohn erscheint Ipywer. Drei Töchter werden genannt: Idy, Hipyma und Senebtisi.

## Grab
Das Grab des Cheti befindet sich in der Nekropole von Assiut zwischen anderen Felsgräbern, die zum großen Teil in die 1. Zwischenzeit oder in die 12. Dynastie datieren. Sein Grabkomplex besteht aus einer in den Fels gehauenen Grabkapelle und Grabkammern, die über einen Schacht erreicht wurden. Bisher konnte nur ein Schacht lokalisiert werden. Nur ein Raum der Grabkapelle ist dekoriert. Am Eingang befinden sich Titel und Namen des Cheti. Auf der Ostwand des dahinter liegenden Raumes sieht man Cheti stehend und hinter ihm zwei seiner Söhne. Vor ihm befindet sich eine lange, stark zerstörte biografische Inschrift. Auf der Nordwand war einst Cheti vor einem Opfertisch dargestellt. Seine nach rechts blickende Figur ist heute fast vollkommen vergangen. Auf dem Opfertisch sieht man zahlreiche Opfergaben und darüber eine lange Opferliste, in der die Opfergaben aufgelistet sind. Auf dieser Wand sieht man auch Diener, die Opfergaben herbeibringen. Auf der Südwand sieht man eine fast identische Darstellung, die jedoch genau andersherum orientiert ist. Cheti sitzt ganz rechts und blickt nach links. Die Westwand zeigt Gegenstände eines sogenannten Gerätefrieses, wie er sonst vor allem von Särgen bekannt ist.